# Herman Friedländer
Herman Philip Friedländer, född den 7 april 1842 i Stockholm, död den 15 februari 1920 i Stockholm, var en svensk grosshandlare och donator av judisk härkomst.

## Biografi
Friedländer var från 1865 verksam i firman H. Schücks Enka som funnits i släkten sedan slutet av 1700-talet. Företaget hade drivit småindustri främst för tillverkning av tyger men övergick i mitten av 1800-talet till enbart grosshandel med manufaktur. Det var för den tiden ett betydande handelshus och kom under hans ledning att utvecklas till ett av de största i branschen.
Han var även engagerad som finansiell ledare av Bultfabriks AB i Hallstahammar, liksom i uppbyggnaden av bolagets försäljningsaktiviteter.
Mest känd blev Friedländer som konstsamlare och generös mecenat. Flera av dåtidens framstående konstnärer var hans nära vänner och ofta sedda gäster i hans hem, som t. ex.  Hugo Salmson och Carl Larsson. I hans samlingar ingick verk av bl. a.  Carl Larsson, Anders Zorn, Bruno Liljefors, Ernst Josephson och Eugéne Jansson.
Friedländer instiftade, tillsammans med Anders Zorn, Carl Larssons stipendiefond som förvaltas av Konstakademin. Till Nationalmuseum donerade han större delen av sin samling av svensk 1800-talskonst.